# Władysław Strzemiński
Władysław Strzemiński (ur. 9 listopada?/21 listopada 1893 w Mińsku, zm. 26 grudnia 1952 w Łodzi) – polski malarz, teoretyk sztuki, publicysta, pedagog z kręgu konstruktywizmu. Pionier konstruktywistycznej awangardy lat 20. i 30. XX wieku; twórca teorii unizmu.

## Życiorys

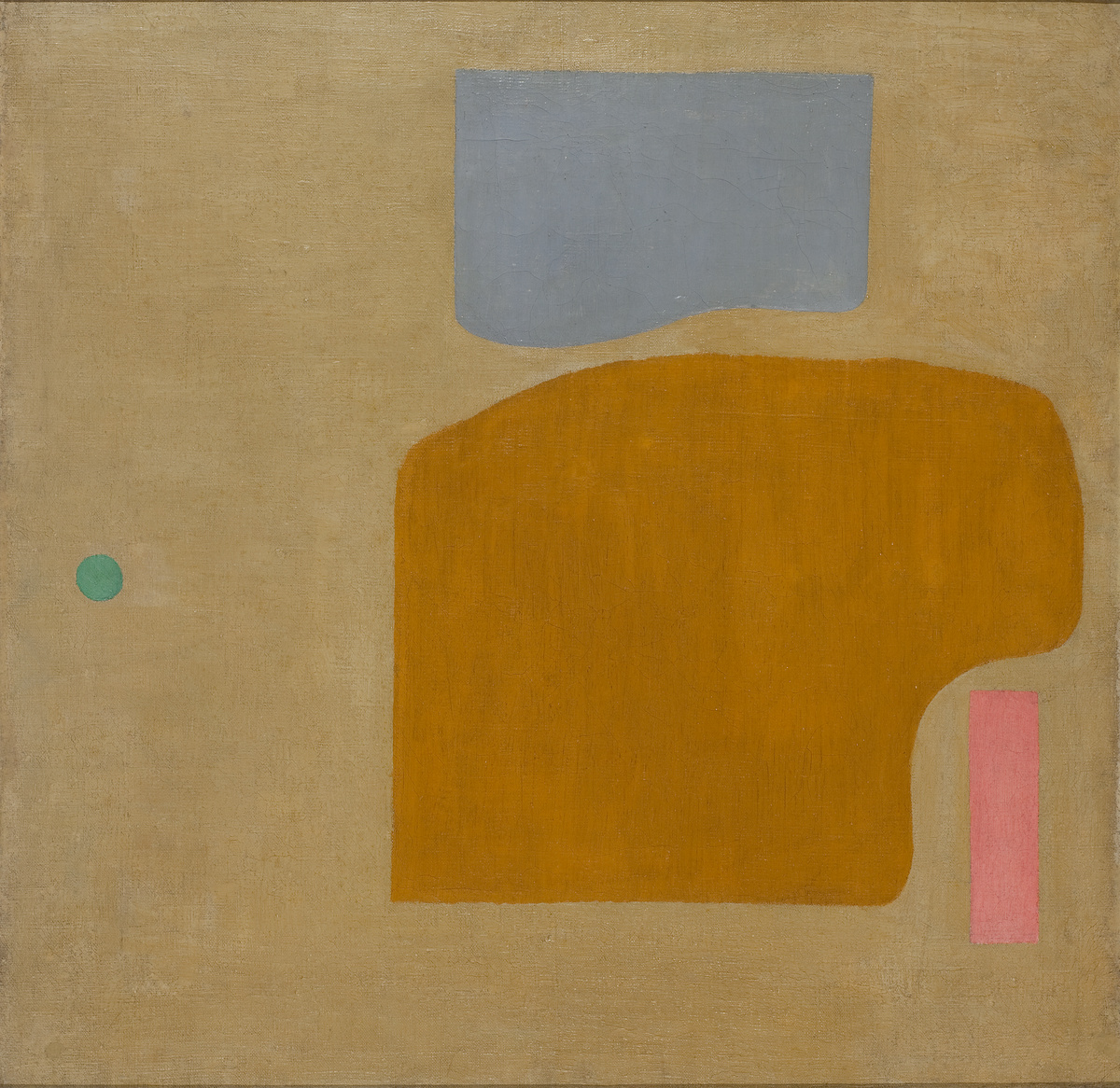
Kompozycja postsuprematyczna 2, 1923

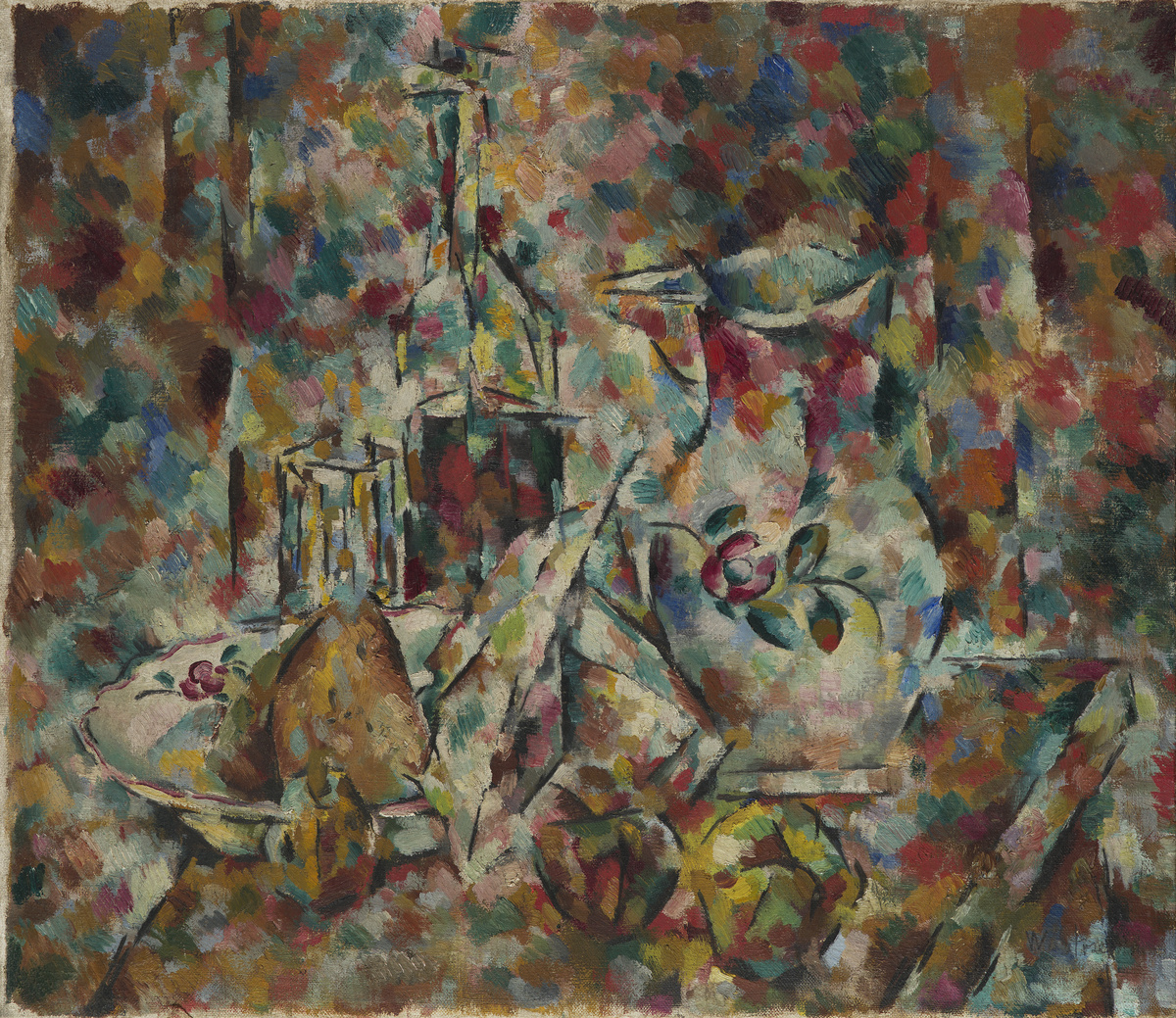
Martwa natura (VI), 1926

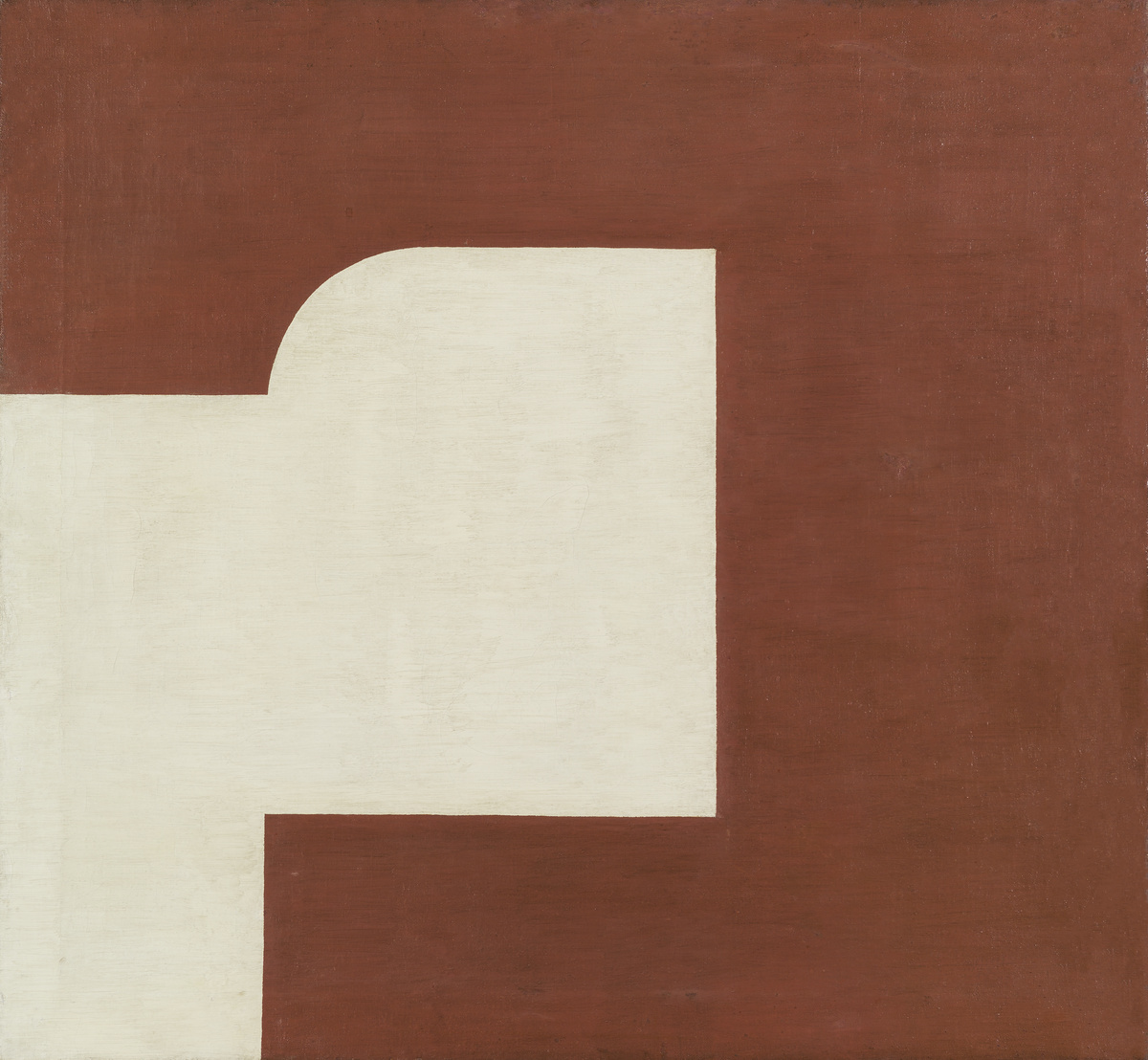
Kompozycja architektoniczna 4a, 1927

Urodził się jako syn Maksymiliana Strzemińskiego i Ewy z domu Olechnowicz. W 1914 ukończył Wojskową Szkołę Inżynierii Lądowej. Podczas I wojny światowej w randze podporucznika służył jako saper w Twierdzy Osowiec i był jednym z nielicznych, którzy przeżyli tzw. atak umarłych, a następnie walczył na Białorusi, gdzie w maju 1916 został ciężko ranny (stracił rękę i nogę oraz wzrok w jednym oku). Za zasługi na polu walki otrzymał Order Świętego Jerzego IV klasy i Order Świętego Stanisława III klasy.
Nie mogąc kontynuować kariery wojskowej rozpoczął studia w Szkole Sztuk Pięknych w Moskwie, której jednak nie ukończył. Następnie został asystentem Kazimierza Malewicza w Szkole Sztuk Pięknych w Witebsku. W ciągu zaledwie kilku lat znalazł się w czołówce rosyjskiej awangardy, współpracując m.in. z El Lissickim i Aleksandrem Rodczenką. W 1922 powrócił do kraju i osiadł wraz z żoną, Katarzyną Kobro na prowincji, nawiązując kontakt z przedstawicielami rodzącej się dopiero w Polsce awangardy. Znajdował się wtedy jeszcze pod wpływem myśli Malewicza (z tym, że miał do niej stosunek twórczy, uważał, że zawieszone nad płaskim tłem formy geometryczne są zbyt dynamiczne), a w jego sztuce widać było silne oddziaływanie sztuki konstruktywistycznej. Strzemiński w latach 20. pracował nad własną teorią, którą ogłosił w 1927 pod nazwą unizmu. W 1931 zamieszkał w Łodzi, gdzie rozwinął działalność w Związku Polskich Artystów Plastyków. W 1932 został laureatem prestiżowej, o charakterze ogólnopolskim, Nagrody miasta Łodzi za całokształt prac w zakresie sztuk plastycznych.
Należał do grupy Blok, a potem do Praesens. Po zerwaniu kontaktów z grupą Praesens Strzemiński z Kobro założyli w 1928 grupę artystyczną „a.r.”.
Tuż przed wojną, Strzemiński i Kobro wraz z urodzoną w 1936 córką Niką Strzemińską mieszkali na modernistycznym osiedlu im. Józefa Montwiłła-Mireckiego w Łodzi, przy ul. Srebrzyńskiej 75.
Podczas okupacji niemieckiej, przebywając we włączonej do Rzeszy Łodzi (niem. Litzmannstadt), w ślad za żoną, zadeklarował się jako osoba narodowości rosyjskiej. Po wojnie toczyło się w tej sprawie postępowanie o odstępstwo od narodowości polskiej, ale wobec Strzemińskiego zostało umorzone przez prokuraturę (Kobro w 1949 została skazana przez sąd, ale rok później uniewinniona).

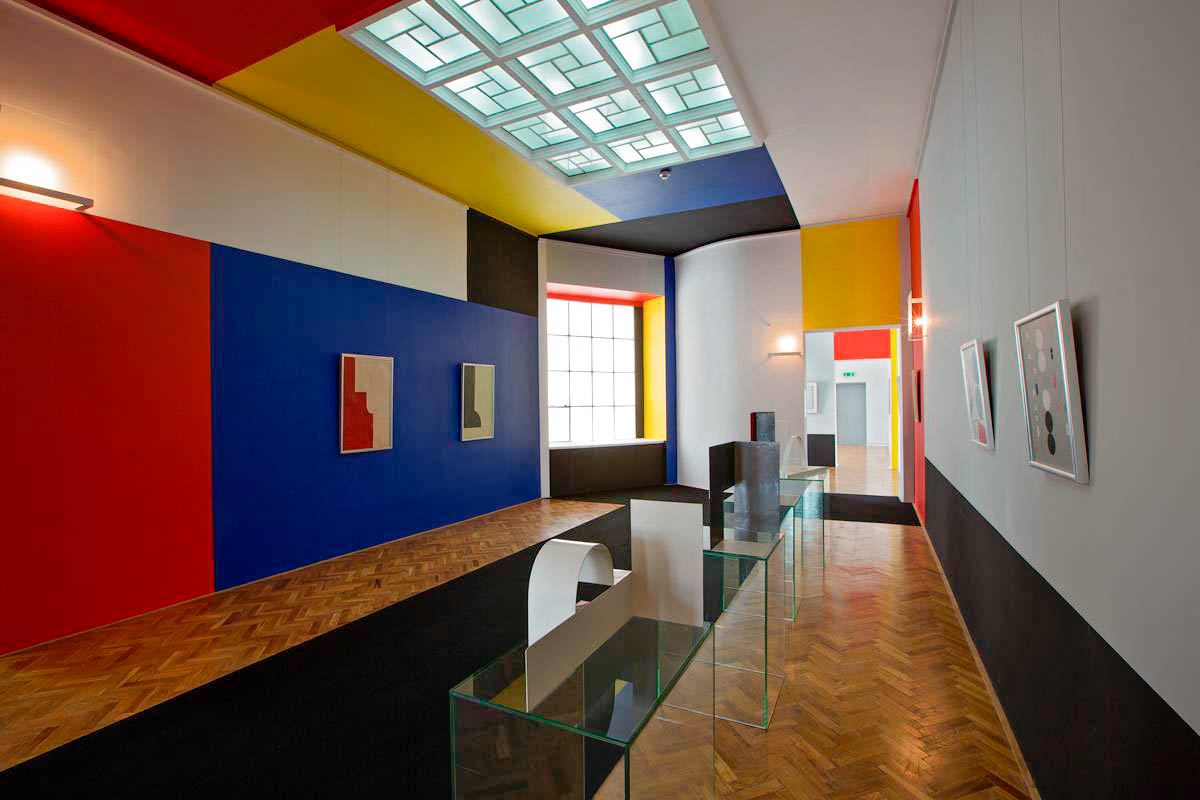
Sala Neoplastyczna – zaprojektowana przez Strzemińskiego

Po wojnie, w 1945 został wykładowcą w łódzkiej Państwowej Wyższej Szkole Sztuk Plastycznych, której był współzałożycielem. W tym samym roku przekazał swą spuściznę artystyczną Muzeum Sztuki w Łodzi. W 1950 Strzemiński został na polecenie Ministerstwa Kultury i Sztuki, zwolniony z pracy w PWSSP pod zarzutem nierespektowania norm doktryny realizmu socjalistycznego.
W tym okresie rozpadło się także jego małżeństwo z Katarzyną Kobro. Pozostawał bez źródeł dochodu. Zatrudniał się do malowania szyldów. Przed wojną oskarżany o bolszewizm, po wojnie – o uprawianie sztuki zgniłego Zachodu. Według informacji zawartych w filmie dokumentalnym Podaj cegłę, czyli polski socrealizm autorstwa Andrzeja Sapiji, Strzemiński zmarł z głodu, jako ofiara systemu komunistycznego w PRL, który uniemożliwiał podejmowanie pracy przez twórców będących w opozycji do socrealizmu. Bezpośrednią przyczyną śmierci była jednak gruźlica. 
W ostatnim okresie życia, już będąc w szpitalu, opracowywał książkę Teoria widzenia przy pomocy grupy byłych studentów, w tym m.in. Hanny Orzechowskiej, która ją przepisała na maszynie (książkę wydano jednak dopiero w 1958 już po śmierci Strzemińskiego). 
Władysław Strzemiński został pochowany na Cmentarzu Starym w Łodzi w części rzymskokatolickiej. Jego nagrobek zaprojektował Karol Tchorek w 1962 (renowacja w 2013).
Z Katarzyną Kobro miał jedno dziecko – córkę Nikę, która po latach opublikowała wspomnienia o rodzicach.

### Unizm i architektonizm
Władysław Strzemiński wychodząc od koncepcji „organiczności”, rozumianej jako odmienność każdej dziedziny działalności artystycznej wynikająca z jej natury, sformułował w 1927 w stosunku do malarstwa teorię unizmu. Ogólna zasada głosiła warunek jedności dzieła pozbawionego wszelkich elementów obcych danej dziedzinie twórczości artystycznej i operującego wyłącznie środkami jej tylko właściwymi. Z malarstwa Strzemiński stopniowo eliminował kontrast, dynamikę, iluzję przestrzeni – ograniczał liczbę elementów kompozycyjnych, paletę barw, a wszystkie te zabiegi doprowadziły go w końcu do monochromatycznej, jednorodnej Kompozycji unistycznej 14 (1934). Jedyną zróżnicowaną jakością tego obrazu była faktura zbudowana z wypukłych elementów o jednakowym kształcie. W centrum były zgromadzone elementy największe, przyciągające wzrok widza. Ich wielkość zmniejszała się stopniowo ku ramom kompozycji. Teoria została opublikowana w formie książkowej jako Unizm w malarstwie (1928).
W późniejszych latach teorią pokrewną do unizmu, również opartą na koncepcji organiczności, objął architekturę, rzeźbę oraz typografię. Istotne różnice pomiędzy tymi teoriami spowodowane były odmiennością przedmiotu zainteresowania poszczególnych dziedzin. We wszystkich tych trzech dziedzinach podstawową rolę odgrywał rytm wynikający ze stałych powtarzalnych proporcji opartych na obliczeniach stosunku liczbowego. Z taką matematyczną metodą Strzemiński eksperymentował już wcześniej w malarstwie, w obrazach tytułowanych „kompozycjami architektonicznymi”. Założenia tej teorii wyłożone zostały w wydanej w ramach działalności wydawniczej grupy „a.r.” wspólnej książce Kobro i Strzemińskiego Kompozycja przestrzeni. Obliczenia rytmu czasoprzestrzennego (1931).

### Powidoki

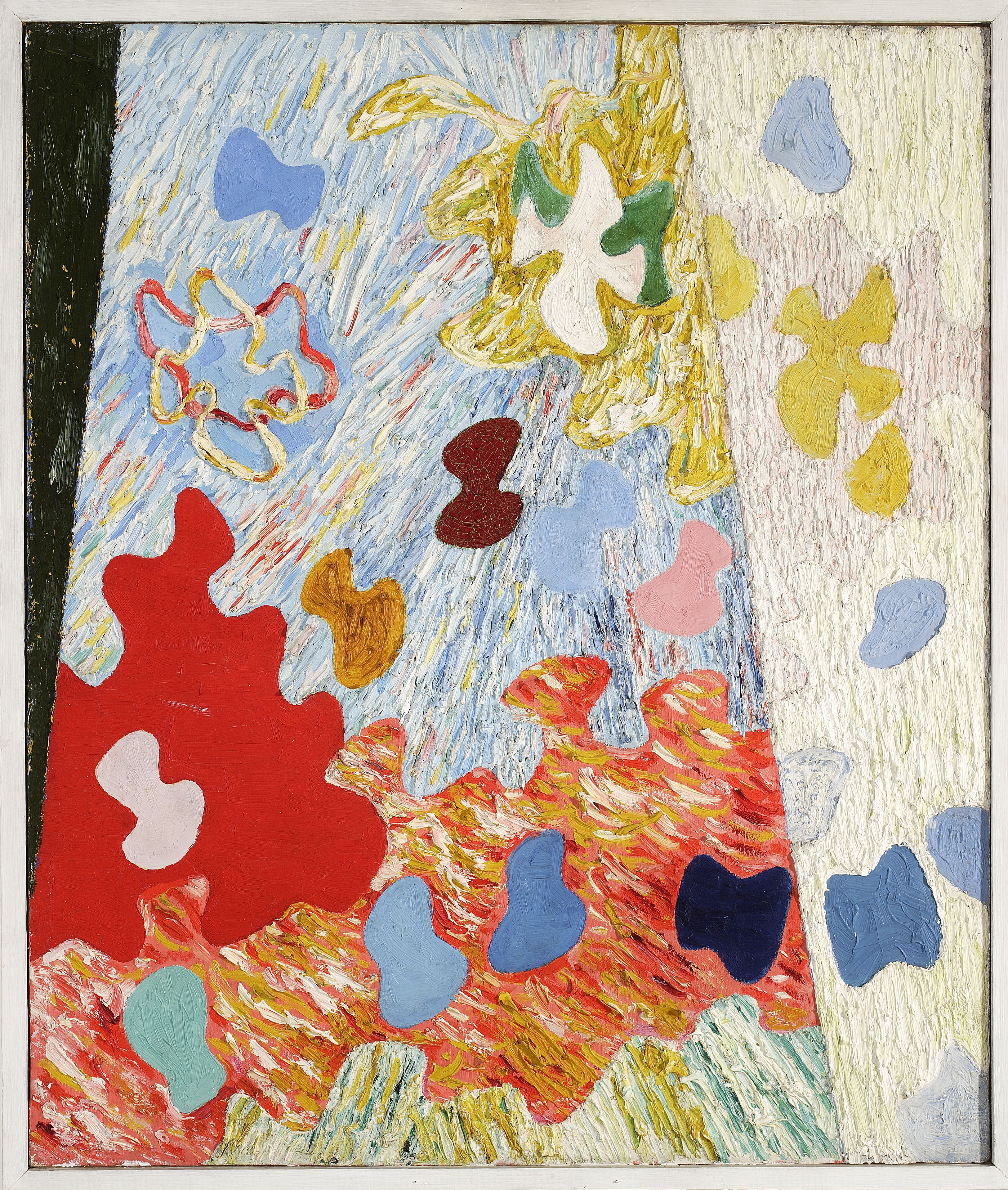
Władysław Strzemiński, Powidok słońca, 1948

W latach 1948–1949 powstał cykl obrazów tzw. solarystycznych. Strzemiński uchwycił na nich powidoki wywołane spojrzeniem na słońce. W tym czasie również artysta starał się pogodzić awangardę z doktryną socrealizmu, dzięki stworzeniu nowej zasady realistycznego przedstawienia. Rysunki i obrazy powstałe w wyniku tych poszukiwań nawiązują swoją formą do powidoków światła.

## Strzemiński jako inspiracja
Unizm stał się niezwykle owocną inspiracją dla kompozytora Zygmunta Krauzego (Moim celem było właściwie przełożyć teorię Strzemińskiego na dźwięk, przetłumaczyć w swojej muzyce to, co on wymyślił i stworzył).
Inspirował również poetę – Juliana Przybosia (Wychodzę z założeń „unistycznych”, dążę do poruszenia każdego poszczególnego poematu jedynym niepowtarzalnym rytmem...). Natomiast cykl Powidoków słońca jest punktem odniesienia dla kompozytora Marcina Stańczyka i jego "posłuchów" lub „podźwięków” (Powidoki w mojej muzyce przybierają różne formy. Raz są odbiciami, refleksami muzycznych zdarzeń, innym razem je antycypują).
Wokół artysty skupiła się również grupa łódzkich awangardzistów, początkowo studentów Państwowej Wyższej Szkoły Sztuk Plastycznych, którzy czerpali inspirację do swojej twórczości z myśli Władysława Strzemińskiego. Nazwani wiele lat później jako „krąg Strzemińskiego”, należeli do nich Antoni Starczewski, Stefan Krygier, Stanisław Fijałkowski oraz Lech Kunka.
W Katowicach powstała awangardowa grupa artystyczna St-53, oparta ideowo o Teorię widzenia. Nazwa grupy nawiązuje do pierwszych liter nazwiska Strzemińskiego i roku powstania grupy (1953). Jej celem było przełamanie tradycyjnego myślenia o sztuce, rozwijanie świadomości wzrokowej i weryfikacja niesprzeczności Teorii widzenia w praktyce. Grupa wprowadzała w obieg idee Teorii widzenia na Śląsku na kilka lat przed jej oficjalną publikacją w 1958 i sprzeciwiała się socrealizmowi w kulturze. Do grupy należeli m.in. Konrad Swinarski, Klaudiusz Jędrusik, Hilary Krzysztofiak i Urszula Broll.

## Upamiętnienie

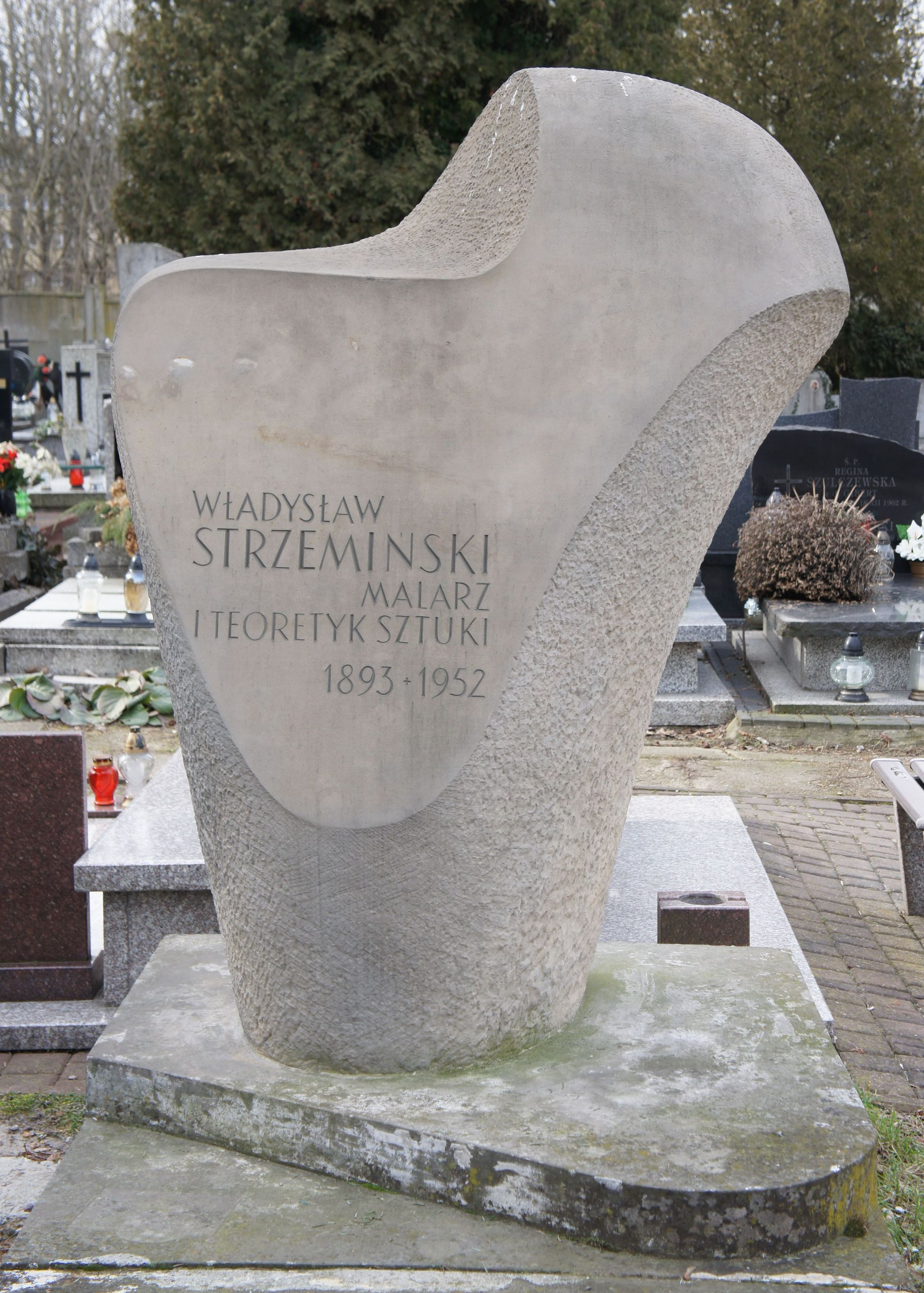
Mogiła Strzemińskiego na Cmentarzu Starym w Łodzi (proj. Karol Tchorek, 1962)

- Największe zbiory związane z twórczością małżeństwa Strzemińskich znajdują się w Muzeum Sztuki w Łodzi[19].
- Tablica pamiątkowa na ścianie d. budynku Wyższej Szkoły Sztuk Plastycznych (ob. Akademia Sztuk Pięknych im. Wł. Strzemińskiego) przy ul. prez. G. Narutowicza 77 (zdjęcie tablicy).
- W 1987 jego imieniem nazwano ówczesną Państwową Wyższą Szkołę Sztuk Plastycznych w Łodzi, a dziś ASP w Łodzi[20].
- W 1998 imieniem Władysława Strzemińskiego nazwano Miejską Bibliotekę Publiczną w Koluszkach[21].
- Tablica pamiątkowa na ścianie domu przy ul. Srebrzyńskiej 75 (osiedle im. J. Montwiłła-Mireckiego), w którym mieszkał do wybuchu II wojny światowej; odsłonięta 26 stycznia 1998[22].
- W 2009 Narodowy Bank Polski wydał okolicznościowe monety, 2-złotową (4 grudnia – ze stopu Nordic Gold) i 20-złotową (7 grudnia – srebrną) z wizerunkiem Strzemińskiego[23].
- Opracowana przez Strzemińskiego propozycja reformy kształtów znaków alfabetu, znana jako alfabet „a.r.”, była inspiracją dla Logo Łodzi, zatwierdzonego przez Radę Miasta w 2011.
- O związku Strzemińskiego i Kobro opowiada film dokumentalny Niebieskie kwiaty w reż. Tadeusza Króla (2011)[24].
- W 2009, na podstawie życiorysu Strzemińskiego, powstał spektakl w Teatrze Telewizji pt. Powidoki w reżyserii Macieja Wojtyszko. Odtwórcy głównych ról Mariusz Wojciechowski (Władysław Strzemiński) i Nina Czerkiesz (Katarzyna Kobro) otrzymali Główne Nagrody Aktorskie na X Festiwalu „Dwa Teatry – Sopot 2010”[25].
- Film fabularny Andrzeja Wajdy (ostatni) pt. Powidoki; w roli Strzemińskiego wystąpił Bogusław Linda; premiera 12 stycznia 2017 w EC-1 w Łodzi[26][27].
- W 2018 w Koluszkach, przy budynku Biblioteki Miejskiej, odsłonięto Ławeczkę Strzemińskiego autorstwa Andrzeja Fydrycha[28].